# Karasek (województwo kujawsko-pomorskie)
Karasek – osada leśna w Polsce położona w województwie kujawsko-pomorskim, w powiecie grudziądzkim, w gminie Gruta.
W latach 1975–1998 miejscowość położona była w województwie toruńskim.